# عزالدین عبدالعزیز خلیل
عزالدین عبدالعزیز خلیل معروف به یاسر سوری، بنا بر ادعای دولت آمریکا، از رابطان و تسهیل‌کنندگان ارشد القاعده است که در ایران مستقر می‌باشد. دولت آمریکا برای اطلاعاتی که به دستگیری او منجر شود، ۱۰ میلیون دلار جایزه تعیین کرده است.
او متولد ۱۹۸۲ میلادی در قامشلی سوریه است.